# Сунеєвка
Суне́євка (рос. Сунеевка, башк. Сөнәй) — присілок у складі Благовіщенського району Башкортостану, Росія. Входить до складу Ніколаєвської сільської ради.
Населення — 12 осіб (2010; 11 в 2002).
Національний склад:
- башкири — 46 %
- росіяни — 27 %